# Jacques Touba
Jacques Touba (* 19. April 1863 in Cappel, Département Moselle, Lothringen; † 7. März 1940 in Cognac, Frankreich) war ein römisch-katholischer Geistlicher und lothringischer Regionalhistoriker.

## Leben
Jacques Touba studierte katholische Theologie am Priesterseminar in Metz und empfing am 19. Juli 1891 die Ordination. Von 1891 bis 1895 war er als Vikar  im damaligen Großdorf Stieringen-Wendel im lothringischen Industriegebiet nordöstlich von Forbach tätig. Anschließend war er nacheinander Pfarrer in Schwerdorff, Niedervisse (Niederwiese) und Zetting (Settingen). Als die Bewohner von Zetting zu Beginn des Zweiten Weltkriegs am 1. September 1939 evakuiert wurden, siedelte er in die südwestfranzösische Stadt Cognac um, wo er anschließend blieb und 1940 im Alter von 76 Jahren verstarb. Seine sterblichen Überreste wurden im September 1946 auf den Friedhof von Cappel umgebettet und dort neben dem Grab seiner 1942 verstorbenen Schwester beigesetzt.
Touba zählt zu den bedeutendsten Ortshistorikern Lothringens des 20. Jahrhunderts. Er war Begründer und Herausgeber der mehrere dutzend Bände umfassenden Schriftenreihe Ortsgeschichte Lothringens.

## Werke (Auswahl)
- Zur Heimatgeschichte: Tentelingen, Ebringen und Dieblingen. 1. Teil, 1908.
- Remeringen (und) Grundweiler, 1909.
- Hundlingen, Ruhlingen, Metz 1910.
- Folkingen und seine ehemaligen Annexen: Gaubivingen, Remsigen, Morsbach, Rossbrücken und Emmersweiler, 1911.
- Merlenbach, Freimengen, 1913 (= Ortsgeschicht Lothringens, Band XI).
- Saaralben, Teil I, H. Didier, 1918 (= Ortsgeschiche Lothringens, Band XIII).
- Sarreguemines im 18. Jahrhundert: Einwohner, Berufsarten, 1924.
- St Avold: Güterverzeichnis der Benediktinerabtei, 1925.
- Heimat-Bilder: Region St. Avold, 1926.
- Der Kerbach-Forbacher Pfarrbezirk. Teil I: Forbach, Teil II: Die Dörfer, 1927 (= Ortsgeschichte Lothringens, Bände XIX und XX).
- Heimatbilder: Region Saargemünd, 1927 (= Ortsgeschichte Lothringens, Band XXI).
- Hesslingen (Alstingen und Zinzingen), 1929.
- mit H. J. Becker: Die Wilhelmiten in Gräfenthal, 1930 (= Ortsgeschichte Lothringens, Band XXIV).
- Die alten Fenster der Kirche von Zettingen. In: Jahrbuch der Elsass-Lothringischen Wissenschaftlichen Gesellschaft zu Strassburg, Band 4, Straßburg 1931, S. 58–89 (BnF Gallica).
- Sarreguemines: Beiträge zur Kirchengeschichte, 1931.
- Neuscheuern, Wittringen, 1832.
- mit L. Bour: Rieding, Eich, Klein-Eich, 1932 (= Ortsgeschichte Lothringens, Band XXVI).
- Zwei Jahrgedinge aus der lothringischen Herrschaft Püttlingen. In: Jahrbuch der Elsass-Lothringischen Wissenschaftlichen Gesellschaft zu Strassburg, Band 7, Straßburg 1934, S. 103 ff.